# Gjöll
En la mitología escandinava, Gjöll es uno de los once ríos tradicionalmente llamados Élivágar, de acuerdo con la Gylfaginning. Se origina en las fuentes de Hvergelmir en Niflheim, fluyendo a través de Ginnungagap, y de ahí a los mundos existentes. En Hel, Gjöll es el río que fluye más cerca de las puertas del infierno y sobre él está el puente Gjallarbrú, el cual fue atravesado por Hermód cuando este buscaba recuperar a Baldr de la tierra de los muertos. Gjöll es un río de aguas heladas y por él fluyen cuchillos.
Gjöll es también el nombre de la roca a la cual fue atado el lobo Fenrir.